# Aleš Mandous
Aleš Mandous (* 21. April 1992 in Nekmíř) ist ein tschechischer Fußballtorhüter.

## Karriere

### Verein
Nachdem er seine Karriere in der Jugend bei TJ Nekmíř gestartet war, gehörte er ab 2002 mit einer kurzen Ausnahme dann der Jugend von Viktoria Plzeň an. Hier durchlief er dann auch die weiteren U-Mannschaften und stieß zum Jahresbeginn 2012 fest in deren erste Mannschaft vor. Jedoch kam er für diese nie zum Einsatz und wurde dann zur Saison 2013/14 erst einmal an Bohemians Prag verliehen, wo er gleich am 1. Spieltag sein Debüt in der zweiten Liga hatte. In der Folgesaison folgte dann eine Leihe zum FK Baník Most.
Zur Saison 2015/16 trennten sich seine Wege dann von seinem Jugendklub und er schloss sich in der Slowakei MŠK Žilina an. Wo er auch sein Erstligadebüt am 8. März 2016 hatte. Aber auch danach kam er nur selten zum Einsatz im Tor, nach drei Spielzeiten in der Slowakei (in denen er zumindest auch einmal Meister wurde) kehrte er so in sein Heimatland zurück und spielte ab der Saison 2018/19 nun bei Sigma Olmütz. Dort kam er nun erst einmal für die B-Mannschaft in der Dritten Liga zum Einsatz, hatte dann schlussendlich aber am 17. April 2019 auch hier sein Debüt in der heimischen ersten Liga. In der nächsten Saison bekam er ab November des Jahres die Position des Stammtorhüters und behielt diese mit wenigen Ausnahmen auch immer bei.
Für eine Ablöse von 390.000 € schloss er sich im Sommer 2021 dann schließlich Slavia Prag an, wo er anfangs für eine Zeit lang auch die Rolle des Stammtorhüters übernahm. nach ein paar Pausen und einer Verletzung dauerte es aber bis er wieder zum Einsatz kam. Bislang gewann er mit der Mannschaft in der Saison 2022/23 einmal den nationalen Pokal.

### Nationalmannschaft
Sein einziges Spiel bei der tschechischen U21-Nationalmannschaft war am 4. Juni 2013 eine 0:3-Freundschaftsspielniederlage gegen Österreich.
Sein Debüt im Tor bei einer Partie der A-Nationalmannschaft hatte er dann am schließlich am 7. September 2020 bei einer 1:2-Niederlage gegen Schottland während der Nations League 2020/21. Ab November 2021 folgten dann jedes Jahr bislang ein weiterer Einsatz für die Nationalmannschaft. Zuvor war er aber auch schon Teil des Turnierkaders bei der Europameisterschaft 2021, verblieb hier aber stets auf der Bank. Zuletzt bei der Qualifikation für die Europameisterschaft 2024 am 15. Oktober 2023 gegen Färöer.